# 9365 Chinesewilson
9365 Chinesewilson eller 1992 RU3 är en asteroid i huvudbältet som upptäcktes den 2 september 1992 av den belgiske astronomen Eric W. Elst vid La Silla-observatoriet. Den är uppkallad efter den brittiske botanikern Ernest Henry Wilson.